# Therese Karlsson (entreprenör)
För andra personer med samma namn, se Therese Karlsson
Ulla Solveig Therese Karlsson, född 10 oktober 1964, död 11 november 2015, var en av de största ägarna i Axis Communications via LMK Industri AB. 
Therese Karlsson var gift med entreprenören Mikael Karlsson, som var en av grundarna av Axis Communications.